# Dziura nad Mylną
Dziura nad Mylną (Grotka z Krzakiem) – jaskinia w Dolinie Kościeliskiej w Tatrach Zachodnich. Wejście do niej znajduje się w Raptawickiej Turni, powyżej otworu Jaskini Mylnej, na wysokości 1150 metrów n.p.m. Długość jaskini wynosi 25 metrów, a jej deniwelacja 2 metry.

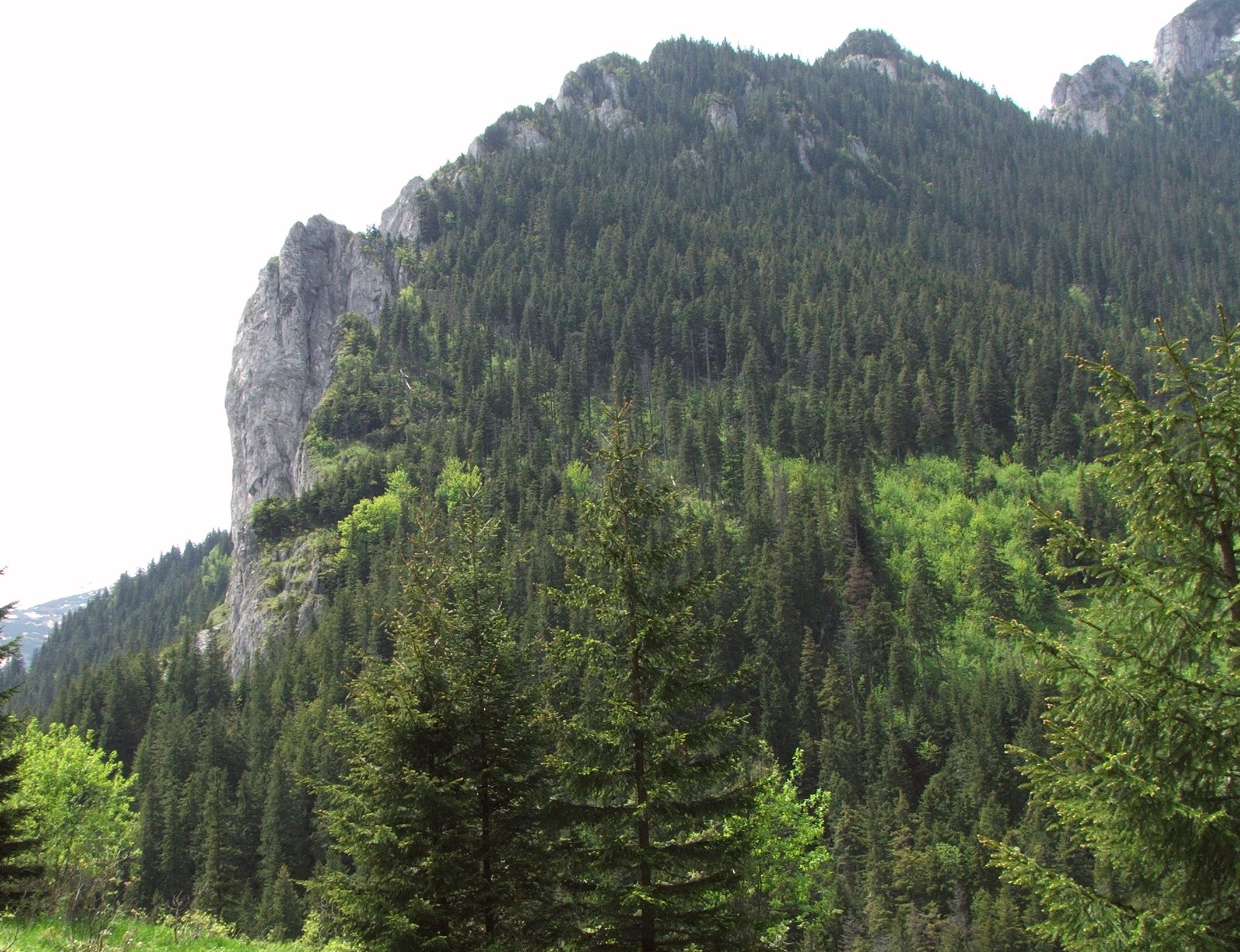
Raptawicka Turnia

## Opis jaskini
Jaskinię stanowi prawie poziomy korytarz, który zwęża się i po kilkunastu metrach dochodzi, za trudnym zaciskiem, do niewielkiej salki w zawalisku.
Na południe salka przechodzi w 2-metrową szczelinę, na północ natomiast idzie do góry i się kończy.

## Przyroda
W jaskini brak jest nacieków. Tylko w salce występuje trochę mleka wapiennego.
W okolicach otworu oraz w obszernym przedsionku jaskini rozwija się bujnie roślinność.

## Historia odkryć
Jaskinia była znana od dawna do zacisku. Pierwszy jej plan i opis sporządził Kazimierz Kowalski w 1953 roku.
17 lutego 1977 roku W. Wilk i A. Kobyłecki przeszli przez zacisk i odkryli salkę.
We wrześniu 2008 roku I. Luty przy współpracy P. Burkackiego sporządziła nową dokumentację jaskini.